# マルセロ・D2
Marcelo D2（マルセロ・デードイス、本名：Marcelo Maldonado Gomes Peixoto、1967年1月5日 -  ）はブラジルのラッパー。リオデジャネイロ市出身。

## 来歴
同郷の者たちと結成したヒップホップグループのプラネット・ヘンプとしての活動を経て1998年にファースト・ソロ・アルバム「Eu Tiro É Onda」を発表。それ以前はミクスチャー的なサウンドを展開していた彼がこの作品では初めて彼なりのヒップホップ・サンバを示して見せた。その後、数年間プラネット・ヘンプとしての活動に力を注ぎ、2003年にセカンドソロアルバム「À Procura da Batida Perfeita」を発表。ビースティー・ボーイズをも手がけるマリオ・カルダートをプロデューサーに迎え、ヒップホップの聖典として名高いアフリカ・バンバータの「Looking for the Perfect Beat」のブラジルポルトガル語訳をタイトルに冠しながらもサンバ色も強くなったキャッチーな作品であった。

## アルバム
- 1998年 - Eu Tiro É Onda(エウ・チーロ・エ・オンダ～抜け目無く生きる方法)
- 2003年 - À Procura da Batida Perfeita(ア・プロクーラ・バチーダ・ペルフェイタ～完璧なバチーダを求めて)
- 2004年 - Acústico MTV
- 2006年 - Meu Samba É Assim
- 2008年 - Arte Do Barulho
- 2010年 - Canta Bezerra da Silva